# Pallanne
Pallanne är en kommun i departementet Gers i regionen Occitanien i sydvästra Frankrike. Kommunen ligger i kantonen Marciac som tillhör arrondissementet Mirande. År 2022 hade Pallanne 62 invånare.

## Befolkningsutveckling
Antalet invånare i kommunen Pallanne
Referens:INSEE